# Valmeo
Valmeo es una localidad perteneciente al municipio de Vega de Liébana (Cantabria, España). Está situado a 344 metros de altitud, siendo con ello el pueblo que tiene la cota más baja dentro de este municipio de montaña, pero aun así sigue siendo terreno montuoso. Es el valle de Retumbia. Dista siete kilómetros de la capital municipal, La Vega. En 2008 tenía una población de 39 habitantes (INE), de ellos 4 en el barrio de Naroba. De su arquitectura, destaca la iglesia parroquial de Nuestra Señora de la O, del siglo XV, con un retablo del siglo XVII; y una casona llamada de los Colmenares. 
De aquí es Sebastián de Colmenares, marino y diplomático que nació en el año 1620 y en 1647 fue nombrado secretario del Virreinato del Perú y, posteriormente, capitán de una de las compañías de la Armada del Sur.